# ROCK ENTERTAINMENT 高見沢俊彦のロックばん
『ROCK ENTERTAINMENT 高見沢俊彦のロックばん』（ロックエンターテインメント たかみざわとしひこのろっくばん）は、TBSラジオをキーステーションにJRN系列局で放送されているラジオ番組である。THE ALFEEのリーダー高見沢俊彦がパーソナリティを務める。2002年4月6日放送開始。
雑誌・テレビCM・テレビ番組などとのクロスメディアを積極的に取り入れている。TBSラジオ及びラジオ大阪以外のCMフィラーは、高見沢が完全に楽曲制作しているが、曲名が不明である。
TBSラジオ及びラジオ大阪でのみのCMの呼び込みは、『(オープニング)この番組は、〈企業名〉、ほか各社の提供でお送りします。〈エンディング〉お送りしました。』という形でアナウンスが流れる。

## 出演者
パーソナリティ
- 高見沢俊彦（THE ALFEE）

ナレーター
- 土井敏之（TBSアナウンサー、速弾きクエスチョンナレーション、2022年4月 -　）

過去の出演者
- 堀井美香（元TBSアナウンサー、速弾きクエスチョンナレーションなど、- 2022年3月）

## コーナー（2023年3月現在）
- 男の美学・名言（オープニング）
  - スポンサー(TBSラジオ、ラジオ大阪のみ)の、社員にまつわる言葉主に、名言を紹介する。
- 速弾きクエスチョン
  - 2018年8月現在、リスナーからの投稿を募集している唯一のコーナー。高見沢の趣味をくすぐるような話題を、アナウンサーがクイズ形式で高見沢に質問する。ネット上で話題になった出来事やリスナーからの相談についても答える。ラジオネームは読まれない。
- roots of Takamiy'
  - 今までの、高見沢を作ってきた出来事・モノ・コトについて、本人で推測していく。
- ゲストコーナー（不定期）
  - ロック音楽家に限らず、高見沢と親交が深い、あるいはTHE ALFEEや高見沢のファンの著名人が不定期でゲスト出演（1人のゲストにつき2-3回程度。大抵は前後編であるが、山崎貴のように、盛り上がり過ぎて延長戦の3週目に入ったゲストもある）する。

ゲストコーナーに出演した著名人
- マキタスポーツ（2016年2月）[1]
- 安東弘樹（同上。当時はTBSテレビアナウンサー）[2]
- NoGoD団長（2016年4月）[3]
- 吉松隆（同上）[4]
- ムッシュかまやつ（2016年5－6月）[5]
- みうらじゅん（2016年6月・公開収録「トークばん！！～本能寺の変・前日SP～」会場：青山・草月ホール）[6]
- 西本智実（2016年6月）[7]
- 田口清隆（同上）[8]
- 古舘伊知郎（2016年7月）[9]
- 志磨遼平（ドレスコーズ）（2016年10月）[10]
- 平田パンダ・ビートりょう（THE BOHEMIANS）（2016年10月）[11]
- さかいゆう（2016年11月）[12]
- 丸山晶代（料理研究家 2017年1月）[13]
- 中野信子（脳科学者 2017年5月）[14]
- 冠徹弥（THE冠 2017年7月）[15]
- 池田理代子（漫画家 2018年3月・特番）[16]
- 武田砂鉄（コラムニスト 2023年3月）[17]
- ANCHANG（セックスマシンガンズ 2023年4月）[18]
- 平野啓一郎（作家 2023年9月・公開収録「Takamiyのトークばん～やっぱり今夜も歌わない！～」 会場：有楽町朝日ホール）[19]
- 大澤敦史（打首獄門同好会会長 2024年1月）[20]
- 山﨑貴（映画監督 2024年1-2月）[21]
- Die（DIR EN GREY 2024年2-3月）[22]
- 増子直純（怒髪天 2024年3月）
- 関根勤（タレント 2024年4月）
- 小野瀬雅生（クレイジーケンバンド 2024年4月）
- 桃色ドロシー（ロックデュオ　2024年5月）
- 上西琢也（映画監督　2024年6月）
- 飯塚悟志（東京03 2024年7月）
- 日髙のり子（声優　2024年8月）
- シューマッハ（お笑いコンビ　2024年9月）

## 過去にあったコーナー
- 高見沢検定
- デリメモ（デリバリー・メモリーズ）
- 男の美学・風流～男の五・七・五～
- 新世界妖怪会議
- コードタカミー! 反逆の聞き間違い

以上、ともに2006年3月開始。
- おーい、俺！
- 男の美学
- 男の美学2
- 男の美学外伝
- 私立高見沢高校
- 高見沢監督胴上げ
- 高見沢ロックかるた
- Daジャレ
- デリメモ（デリート・メモリーズ）
- 東京ロックウォーカー
- 美バイブル

番組開始から1年間、一部放送局を除きスポンサーであったエステティックサロン「ホリス」のエステティシャンを講師に招いての美に関するコーナーであった。同店がスポンサーではない局ではこのコーナーは放送されなかった。
- やめてよ！タカミー
- ロック仮面タカミー
- ヘタリカ
- オーダー信長
- 新世界昔話
- THE ALFEE結成40周年記念！！ある日のアルフィー
- 戦え！タカミーマン
- 新しいミュージシャン NEWジシャン
- 暁の第2形態

他

## ネット局
| 放送対象地域 | 放送局            | 放送時間                     | 備考 |
| ------------ | ----------------- | ---------------------------- | --- |
| 関東広域圏   | TBSラジオ（TBS）  | 月曜 0:30 - 1:00（日曜深夜） | 制作局 |
| 山形県       | 山形放送（YBC）   | 日曜 20:00 - 20:30           | |
| 山梨県       | 山梨放送（YBS）   | 土曜 21:30 - 22:00           | 2024年3月30日までは、土曜 20:00 - 20:30に放送。 |
| 静岡県       | 静岡放送（SBS）   | 月曜 0:30 - 1:00（日曜深夜） | |
| 中京広域圏   | CBCラジオ（CBC）  | 月曜 0:00 - 0:30（日曜深夜） | 2019年9月29日までは、月曜 0:30 - 1:00（日曜深夜）に放送。 |
| 近畿広域圏   | ラジオ大阪（OBC） | 日曜 23:30 - 24:00           | 2023年4月3日ネット開始。2025年3月30日までは月曜 0:30 - 1:00（日曜深夜）に放送。 JRN非加盟（NRN単独加盟）局では初めての常時ネット。 開始時点からスポンサーはTBSラジオと同じ。 |
| 石川県       | 北陸放送（MRO）   | 月曜 0:30 - 1:00（日曜深夜） | 2023年10月7日ネット再開。2024年3月30日までは、土曜 20:00 - 20:30に放送。 |

### 過去のネット局
| 放送対象地域   | 放送局             | 放送期間                          | 備考 |
| -------------- | ------------------ | --------------------------------- | --- |
| 福島県         | ラジオ福島（RFC）  |                                   | |
| 近畿広域圏     | 毎日放送（MBS）    | 2013年12月まで                    | 以前は競合局の朝日放送でネット。 近畿広域圏ではラジオ大阪でのネット開始（2023年4月）によって、 圏内の民放AM・ワイドFM兼営全局で放送されている。 |
| 鳥取県・島根県 | 山陰放送（BSS）    | 2016年3月22日まで                 | |
| 愛媛県         | 南海放送（RNB）    | 2016年9月23日まで                 | |
| 熊本県         | 熊本放送（RKK）    | 2015年4月2日から2019年9月29日まで | 2016年3月までは木曜 23:00 - 23:30、2016年4月からは月曜 0:30 - 1:00（日曜深夜）に放送された。                                                    |
| 岡山県         | 山陽放送（RSK）    |                                   | 終了日不明。番組開始当初は日曜 23:00 - 23:30だった。                                                                                            |
| 福井県         | 福井放送（FBC）    | 日曜 20:30 - 21:00                | 以前は月曜 20:00 - 20:30に放送し一旦終了。2021年10月3日ネット再開。                                                                             |
| 北海道         | 北海道放送（HBC）  | 月曜 3:00 - 3:30（日曜深夜）      | 2021年10月4日ネット再開。以前もネットしていた時期あり。                                                                                         |
| 岩手県         | IBC岩手放送（IBC） | 月曜 0:30 - 1:00（日曜深夜）      | 2017年10月9日ネット開始。2025年3月30日まで |
| 徳島県         | 四国放送（JRT）    | 火曜 23:00 - 23:30                | 2025年3月25日まで |
| 鹿児島県       | 南日本放送（MBC）  | 月曜 19:30 - 20:00                | 2015年4月5日ネット再開。2021年9月まで月曜 0:30 - 1:00（日曜深夜）に放送。 2024年9月30日ネット再開。2025年3月31日まで                            |
| 富山県         | 北日本放送（KNB）  | 月曜 18:15 - 18:45                | 2023年10月2日ネット再開。2024年03月18日まで。 2024年09月30日ネット再開。2025年3月17日まで                                                       |

## イベント

### 公開収録
- 2016年6月2日：「トークばん！！～本能寺の変・前日SP～」会場：青山・草月ホール[24][6]　ゲスト：みうらじゅん
- 2022年9月11日：「TBSラジオ 高見沢俊彦のトークばん 〜今夜も歌わない！〜」会場：読売新聞東京本社内・よみうり大手町ホール[25]
- 2023年9月10日：「TBSラジオ Takamiyのトークばん ～やっぱり今夜も歌わない！～」会場：有楽町朝日ホール[26][19]　ゲスト：平野啓一郎

### その他
これらは全て高見沢俊彦のソロライブとして実施されたもので、公開録音ではない。
- 私立高見沢高校学園祭(2002年11月4日 中野サンプラザ)
- 私立高見沢高校春期講習「大音量ロック美学における形而上学的日常弱音撃退論」(2003年3月17日 赤坂BLITZ)
- 私立高見沢高校 春＠百花繚乱雷舞祭 「和魂洋才」(2004年3月1日 Zepp Tokyo)
- 私立高見沢高校 雷舞映画祭「神髄-Back To The Basic」(2004年9月23日 中野サンプラザ)
- 雷舞維新Vol.1 Berlin Calling(2005年2月28日 渋谷公会堂)

## クロスメディア

### 雑誌
- 『ARENA37℃』（音楽専科社）「たいばん」
- 『954Press』（TBSラジオ発行のフリーペーパー）「音楽ばん」「音楽ばんII」（終了）
- 『FOOL'S MATE』（フールズメイト社）「ロックばん外伝 高見沢俊彦のヴィジュアル・ギターばん」
- 『Player』（プレイヤーコーポレーション）「高見沢俊彦のギターばん！」（終了）

### テレビCM
- サッポロビール「麦100%生搾り」（高見沢と番組スタッフが共演）

電車の車内広告、駅貼りポスターなどにも展開。

### テレビ番組
- BS-i「高見沢俊彦のロックばんTV」（後述）

### WEB
- 『TBSラジオ ロックばん外伝〜高見沢俊彦の雷舞ばん』（終了）

### その他
- ホッピービバレッジ 番組オリジナルホッピーを共同開発、イベント会場で限定発売。
- オリエントコーポレーション「高見沢俊彦のロックばんカード」

## 高見沢俊彦のロックばんTV
Rock Entertainment 高見沢俊彦のロックばんTVは、2005年4月から2008年9月までBS-iで毎月最終日曜日の深夜24:00 - 24:30に放送されていたテレビ番組である。番組内容は、「高見沢俊彦の部屋へようこそ!」をコンセプトに、高見沢の注目するアーティストをジャンルを問わずゲストとして招き、語り合うというものである。